# Сиротов, Владислав Владимирович
Владислав Владимирович Сиротов (27 ноября 1991, станица Старощербиновская, Краснодарский край СССР) — российский футболист, вингер.

## Биография
Родился в Краснодарском крае, затем переехал в Санкт-Петербург, где работали родители. Заниматься футболом начал с 5 лет в клубе «Старт». Затем обучался в «Смене» и СДЮСШОР «Зенит». Долгое время находился в системе «Зенита», однако за основной состав не играл. В 2013 году перешёл в «Тосно», но после выхода команды в ФНЛ покинул её. Несколько лет выступал в ФНЛ за «Шинник» и «Зенит-2».
В начале 2018 года игрок считал, что готов к переезду в Европу. В июле заключил контракт с польским клубом Экстракласса «Заглембе». Дебютировал в матче первого тура против «Легии» (3:1) — вышел на замену на 75-й минуте и в концовке встречи сделал голевую передачу на Патрика Тушиньского. В сентябре 2019 года Сиротов в качестве свободного агента перешёл в ивановский «Текстильщик», но уже зимой покинул команду. После этого перешёл в казахстанский «Каспий».
Первую половину 2021 года провёл в латвийском «Ноа» Юрмала. 4 августа года стало известно, что Сиротов перешёл в «Ленинградец» из Ленинградской области в качестве свободного агента. В декабре 2023 года оказался в числе игроков, контракты с которыми клубом были расторгнуты.
В апреле — июле 2024 года выступал за медиакоманду «Зенита» «Чисто Питер».